# Fernando Santos (Edurisa Filho)
Fernando Eduardo de Sousa Delgado da Silva Ribeiro dos Santos, igualmente conhecido como Fernando Santos ou pelo pseudónimo Edurisa Filho (São Nicolau, Porto, 9 de Dezembro de 1922), foi um jornalista, escritor, ator e encenador, um Homem do teatro.

## Biografia
Nasceu na cidade do Porto a 9 de Dezembro de 1922. Filho de um crítico de teatro do Porto, que adoptou o pseudónimo de "Edurisa", pelo que veio a ser conhecido por "Edurisa Filho". Seus padrinhos de baptismo foram o actor Alves da Cunha e sua esposa Berta de Bivar.
Nascido e criado no meio teatral, cedo ingressou no Teatro Experimental do Porto (TEP). Transferido para o "Grupo de Modestos" no Porto vem, na qualidade de seu encenador a Freamunde com o grupo, a convite de António Pereira da Costa, que era então presidente da Associação de Socorros Mútuos Freamundense. Gostou da então Vila de Freamunde e da filha do seu anfitrião, D. Brazinda Pereira da Costa, com quem viria a casar depois. E para Freamunde se mudou, assumindo o lugar de sócio gerente da Fábrica do Calvário, propriedade de seu sogro.
Era um homem de teatro e não podia apagar-se, aderiu ao grupo de teatro local, existente na altura, o Grupo Cénico de Freamunde, onde foi ator e encenador. Após um período de interregno teatral em Freamunde de 10 anos, foi desafiado para retomar esta arte em Freamunde. E assim, é fundado o Grupo Teatral Freamundense (GTF), do qual foi o principal impulsionador, tendo desempenhado funções de diretor, ator, encenador, de tudo o que o teatro lhe exigia.
No dia 22 de Dezembro de 1963, a data da fundação do Grupo Teatral Freamundense (GTF), estava concluída a opereta "Gandarela", documento histórico dos costumes da terra, de cariz popular e que rapidamente se tornou num enorme êxito. Opereta que tem vindo a ser reposta em cena de dez em dez anos.
Homem multifacetado do teatro, desde a escrita ou adaptação de textos à encenação, não quedou por aí o seu talento. Não tendo nascido em Freamunde, adoptou a terra como sua, conhecendo-a, sentindo-a, e vivendo-a como um dos seus filhos. Publicou algumas das suas obras em livro para eternizá-las no coração e mente dos que gostam da terra.
A sua produção cultural diversificada tornaram-no uma referência cultural de Freamunde.
Fernando Santos faleceu a 20 de Outubro de 2005.

## Jornalismo
Colaborou no Jornal "O Comércio do Porto".
Colaborou na Inicial - Boletim da "Associação Cultural João de Deus".
Correspondente efectivo, em Freamunde, dos jornais, "Diário do Norte" e "Primeiro de Janeiro".
Correspondente assíduo dos jornais regionalistas, "Gazeta de Paços de Ferreira" e "Fredemundus", onde, ao longo de vários anos, publicou uma colectânea de textos que deram origem ao livro, "Coisas Minhas", apresentado ao público no dia 13 de Junho de 2000 na Casa da Cultura de Freamunde, iniciativa do jornal "Tribuna Pacense".
Participou nas peças radiofónicas, "As Minas de Salomão", "Sempre Amigos" e "O Bom Filho".
Dirigiu, ainda jovem, o programa de telefonia que o periódico "Bomba" mantinha na "Rádio Clube do Norte".
Teve participação activa na "Rádio Inovasom", de Freamunde.

## Obras Publicadas
Algumas das suas primeiras peças ficaram inéditas, e outras se terão perdido, eventualmente.
- "A casa da felicidade" : Drama em 3 Actos;
- "Álbum de família" : Drama em 3 Actos;
- "Gatas à Porta" : Revista Académica (1946) : Revista em dois actos e onze quadros da autoria de Edurisa Filho, a representar em 1946 em 1954 no Porto, no Instituto Industrial;
- "A Grande Fita" : Revista Académica (1948) : Revista académica da autoria de Edurisa Filho, a representar no Teatro Sá da Bandeira, no Porto;
- "Está na Hora!" : Revista Académica (1949) : Revista da autoria de Edurisa Filho, a representar pelo Instituto Inglês do Porto;
- "Freamunde é Coisa Boa" : Revista (1951) : Revista da autoria de Edurisa Filho, a representar pelo Grupo Cénico de Freamunde;
- "A Ceia dos Veteranos" : Drama (1952) Peça em um acto de Edurisa Filho, decalcada de "A ceia dos cardeais" de Júlio Dantas, a representar no Teatro Sá da Bandeira, no Porto;
- "Quem tem capa..." : Revista Académica (1953) : Revista em um intróito, um prólogo, dois actos e doze quadros de Edurisa Filho, a representar no Instituto Industrial do Porto;
- "Mais um Ano" : Revista Académica
- "Tem calma Pacheco!" : Quadro de Comédia
- "Gandarela" : Opereta (1963) : Opereta de costumes populares em dois actos e cinco quadros de Edurisa Filho, a representar pelo Grupo Teatral Freamundense (GTF), em Freamunde;
- "Um diabo bom rapaz" : Comédia em 3 Actos (1966) [1] Edições Panorama;
- "A Descida de Orfeu"" : Drama (1969) Peça em dois actos de Tennessee Williams, tradução de Edurisa Filho, a representar pelo Teatro Experimental de Cascais;
- "A Loja" : Comédia (1973) Comédia em um acto de German Ubillos, tradução de Edurisa Filho
- "Freamunde de Ontem, e de Hoje" : Revista (1981)
- "Gil Vicente - Moralizador de Consciencias" : Conferência/Estudo (1994)[2]
- "Coisas Minhas" : Crónicas Jornalisticas (2000)

## Encenador
Representadas pelo Grupo Teatral Freamundense (GTF)
- "Gandarela" de Edurisa Filho (1963)
- "O Padre Piedade" de Carlos Arniches
- "Um Diabo Bom Rapaz" de Edurisa Filho
- "As Pupilas do Senhor Reitor" de Júlio Dinis, adaptação de Edurisa Filho (1964)
- "Um Fantasma Chamado Isabel" de Miklos Marai
- "O Sapo e a Doninha" de Amílcar Ramada Curto
- "Auto da Visitação" de Gil Vicente
- "Auto da Barca do Inferno" de Gil Vicente
- "Todo-o-Mundo e Ninguém" de Gil Vicente
- "Exortação da Guerra" de Gil Vicente
- "Farsa de Inês Pereira" de Gil Vicente
- "Auto de Mofina Mendes" de Gil Vicente
- "Mater Dolorosa" de Júlio Dantas
- "O Pedido de Casamento" de Anton Tchekov
- "O Doido e a Morte" de Raúl Brandão
- "Terra Firme" de Miguel Torga
- "O Comissário de Polícia" de Gervásio Lobato
- "Os Três Chapéus Altos" de Miguel Mihura
- "Gladiadores" de Alfredo Cortês (1968)
- "As Mãos de Eurídice" de Pedro Bloch
- "Tenho um Milhão" de Víctor Ruiz Iriarte, tradução de Edurisa Filho (1969)
- "Don Ramon de Capichuela" de Júlio Dantas
- "O Morgado de Fafe em Lisboa" de Camilo Castelo Branco
- "Amor de Perdição" de Camilo Castelo Branco, dramatização de Romeu Correia (1971)
- "Os Fantasmas" de Eduardo De Filippo
- "Mar" de Miguel Torga
- "O Barão" dramatização de Luís de Sttau Monteiro
- "Farsas Contemporâneas" de António Martinez Ballesteros
- "A Nossa Cidade" de Thornton Wilder
- "Anastácia e Cª" de Eduardo Schwalbach Lucci
- "Os Velhos" de D. João da Câmara
- "Cama, Mesa e Roupa Lavada" de Arnaldo Leite e Carvalho Barbosa
- "A Senhora das Brancas Mãos" de Alejandro Casona
- "Roberta" de Romeu Correia
- "A Maluquinha de Arroios" de André Brun (1992)
- "Os Velhos Não Devem Namorar" de Alfonso Castelao

Representadas por outros Grupos de Teatro
- "Agência de Casamentos"
- "Irene"
- "Bocaccio na rua"
- "As intrigas no bairro"
- "Rainha Cláudia"
- "Entardecer"
- "Verdades"
- "Caridade"

## Prémios Teatro
- 1964 - Menção Honrosa - Encenação SNI
- 1965 - Prémio "Francisco Lavandeira", 1.º Prémio da Federação das Coletividades do Distrito do Porto.
- 1965 - Prémio "António Pinheiro", 1.º Prémio Drama - Encenação SNI
- 1966 - Prémio "Chaby Pinheiro", 1.º Prémio Farsa - Encenação SNI[3]
- 1967 - Diploma de Mérito Artístico - SNI
- 1968 - Prémio "Araújo Pereira", 2.º Prémio - Encenação SNI
- 1969 - Diploma de Mérito - Festival de Coimbra.
- 1971 - Prémio "António Pinheiro", 1.º Prémio - Encenação SNI
- 1972 - Diploma de Mérito - Festival de Coimbra.
- 1975 - Diploma de Mérito - Festival Feira de S. Mateus/Viseu

## Ligações Externas
TV Palco - RTP1 - 1973-07-20

## Ligações Literárias
Manuel Dias As pessoas e as suas coisinhas no Google Livros
Sebastiana Fadda Alfredo Cortez no Google Livros